# فرودگاه بین‌المللی لوس کابوس
فرودگاه بین‌المللی لوس کابوس (به انگلیسی: Los Cabos International Airport) یک فرودگاه همگانی مسافربری با کد یاتا SJD است که یک باند فرود آسفالت دارد و طول باند آن ۳۰۰۰ متر است. این فرودگاه در کشور مکزیک قرار دارد و در ارتفاع ۱۱۴ متری از سطح دریا واقع شده است.